# François de Lorraine (1506-1525)
 (janvier 2016).
Si vous disposez d'ouvrages ou d'articles de référence ou si vous connaissez des sites web de qualité traitant du thème abordé ici, merci de compléter l'article en donnant les références utiles à sa vérifiabilité et en les liant à la section « Notes et références ».
François de Lorraine (1506–1525) était le baron de Lambesc, et commandait des troupes dans l'armée de François Ier, roi de France. Fils cadet de René II de Lorraine et de Philippe de Gueldre. À la tête de la bande noire de Lansquenets renégats lors de la bataille de Pavie en 1525, il perd la majeure partie de son contingent et sa propre vie lors du combat très inégal qui l'oppose aux Lansquenets impériaux de Georg von Frundsberg.